# Stephen Glass (Journalist)
Stephen Glass (* 1972 in Highland Park, Illinois) ist ein US-amerikanischer Autor und ehemaliger Journalist, der im Zentrum eines aufsehenerregenden Fälschungsskandals stand.

## Karriere
Glass studierte an der University of Pennsylvania. 1993 war er Chefredakteur der Studentenzeitung Daily Pennsylvanian. 1994 brach er das Jurastudium ab und wurde Redaktionsmitglied von The New Republic sowie freiberuflicher Mitarbeiter für die Magazine Rolling Stone, George und Harper’s.
Er war bei seinen Kollegen beliebt, fiel durch eine Schreibweise im Stil des New Journalism auf und stieg bis zum Associate Editor von The New Republic auf, obwohl schon Zweifel an der Solidität seiner Artikel aufgekommen waren und sich Beschwerden über seine Artikel häuften. Im Mai 1998 flog seine Fälscherkarriere auf. In dem Artikel Hack Heaven ging es um einen jungen, als infantil und geldgierig dargestellten Hacker, der in das Computernetzwerk einer Firma namens Jukt Micronics eingedrungen und danach von eben dieser Firma als Sicherheitsexperte angeheuert worden sei. Der Journalist Adam Penenberg von der Online-Ausgabe von Forbes Magazine recherchierte die Fakten und wurde misstrauisch, als er mit keiner Suchmaschine die Firma Jukt Micronics finden konnte, deren Webseite zudem von Glass in dilettantischer Manier gefälscht war. Auch die angegebene Telefonnummer der Firma, auf der man nur einen Anrufbeantworter hörte, stellte sich am Ende als Privatanschluss seines Bruders heraus. Glass gab zunächst an, getäuscht worden zu sein. Sein Chefredakteur fuhr daraufhin mit ihm zu dem Originalschauplatz eines im Artikel geschilderten Hackerkongresses, wobei sich herausstellte, dass das Kongresszentrum an dem betreffenden Tag geschlossen war.
Nach seiner Entlassung 1998 gab die Zeitschrift bekannt, dass Stephen Glass mehrere Artikel, die in The New Republic erschienen waren, gefälscht hatte (in Zweifel standen 27 von 41 Artikeln).
Stephen Glass schloss sein Jura-Studium an der Georgetown University ab (magna cum laude) und schrieb einen autobiographisch gefärbten Roman. 2003 wurde die Geschichte von Stephen Glass unter dem Titel Shattered Glass verfilmt.
Er arbeitete in Kalifornien als Anwaltsassistent, eine Zulassung als Anwalt wurde ihm in Kalifornien aufgrund seiner Vorgeschichte als Fälscher verweigert, zuletzt in einer Entscheidung des obersten Gerichtshofs von Kalifornien (2011). Zuvor war ihm schon 2000 in New York die Anwaltszulassung aufgrund seiner Vorgeschichte als Fälscher verweigert worden.